# Lingua Ignota (musicienne)
Kristin Michelle Hayter (née le 17 juin 1986), connue professionnellement sous le pseudonyme Lingua Ignota (« langue inconnue » en latin), est une multi-instrumentiste américaine de formation classique. En 2017, elle a lancé de façon indépendante les albums Let the Evil of His Own Lips Cover Him et All Bitches Die, lesquels se sont fait connaître de bouche à oreille. Sa musique a attiré l’attention de la maison de disques Profound Lore Records, qui a réédité All Bitches Die et lancé son troisième album studio, Caligula, en 2019. En 2021, son quatrième album studio, Sinner Get Ready, est lancé par la maison de disques Sargent House. Bien qu’elle se considère comme athée depuis longtemps, la religion catholique influence grandement son œuvre. Elle ne s'identifie toutefois pas comme étant catholique. Sa musique et ses paroles sont également inspirées de son vécu en tant que survivante de violence conjugale ; elle décrit ainsi sa musique comme des « hymnes aux survivants ». Hayter est originaire de la Californie du Sud et a résidé en Pennsylvanie pendant un certain temps avant de déménager à Chicago.

## Enfance
Hayter est née à Del Mar, en Californie,. Elle trouve qu’elle se sentait comme une intruse en Californie et qu’elle était souvent victime d’intimidation. Elle affirme : « [Del Mar] était une sorte d’enfer quand j’étais enfant, parce que j’étais si différente des autres et je n’arrivais pas à m’y retrouver du tout ». Hayter a grandi dans un environnement catholique et a fréquenté des établissements d’enseignement confessionnels jusqu’en sixième année, moment où elle est passée au système scolaire public. Alors qu’elle est âgée de huit ans, un enseignant remarque le vibrato naturel de sa voix, ce qui l’a amenée à devenir chantre d’église et à suivre des cours de chant classique. Malgré son éducation religieuse, elle se considère comme athée depuis son adolescence. En 2019, Hayter affirme qu’elle a « abandonné l’athéisme de son adolescence » pour désormais s’intéresser au catholicisme, sans toutefois s'identifier comme croyante. En 2021, l'influence qu'a le catholicisme sur elle s'estompe et elle retourne à ses convictions athées.

## Études
Hayter étudie les arts créatifs interdisciplinaires à l’École de l’Art Institute of Chicago et obtient un baccalauréat en beaux-arts, puis une maîtrise en beaux-arts en art littéraire de l'Université Brown, située à Providence, au Rhode Island en 2016,,. Elle a également reçu une formation classique de piano et de chant. Sa thèse de premier cycle, intitulée Architect and Vapour, est une déconstruction de l’œuvre Le Clavier bien tempéré de Jean-Sébastien Bach, dont la poésie est axée sur l’anorexie, un trouble dont Hayter a souffert pendant plus d’une décennie. Pour la thèse de sa maîtrise en beaux-arts, intitulée Burn Everything Trust No One Kill Yourself, elle a créé un manuscrit de 10 000 pages (cette quantité de pages équivalant approximativement au poids de Hayter à l’époque) lequel compare, à l’aide d’une chaîne de Markov, des exemples réels de misogynie dans le domaine de la musique à ses propres expériences. Ce manuscrit est composé de « paroles, de messages provenant de forums, de notes d’accompagnement d’albums appartenant à des sous-genres musicaux extrêmes qui idéalisent la misogynie […] ainsi que de documents judiciaires, d’enregistrements audio et de rapports de police relatifs à mes propres expériences de violence ». Au manuscrit s’ajoute une performance interdisciplinaire, laquelle combine la musique à une projection vidéo en noir et blanc d’images de la tueuse en série américaine Aileen Wuornos et de bâtiments en feu.

## Carrière musicale

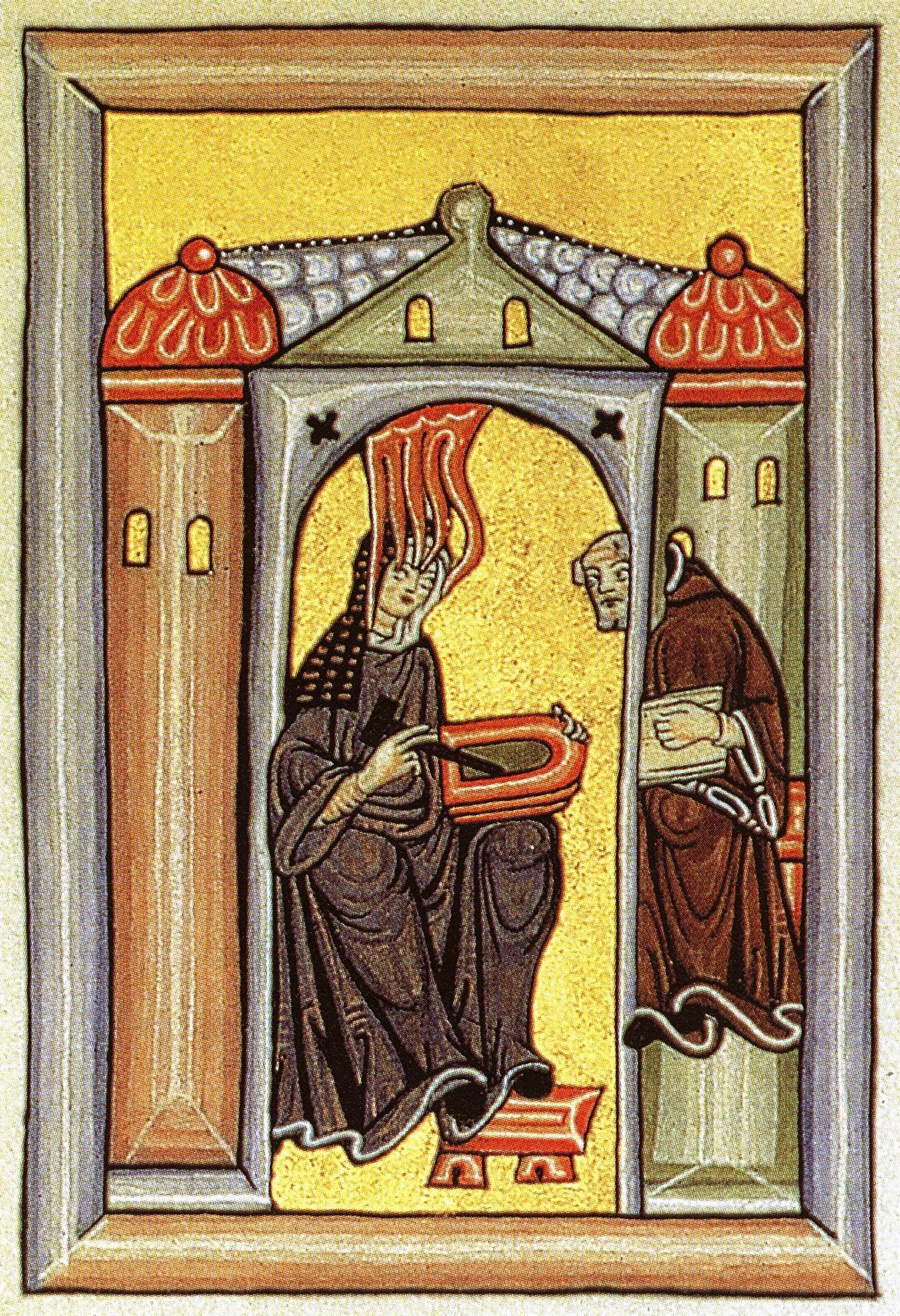
Une illustration d’Hildegarde de Bingen qui reçoit une vision de Dieu et qui esquisse sur une tablette de cire. Le concept de Dieu communiquant par l’entremise d’une personne a inspiré le surnom de Hayter, Lingua Ignota.

### Lingua Ignota (2017-2023)
À l’école secondaire, Hayter a joué dans divers groupes amateurs de métal avec ses amis. En 2017, elle commence à publier de la musique sous le pseudonyme de « Lingua Ignota ». Ce nom, qui signifie « langue inconnue » en latin, est directement inspiré de la langue construite sacrée Lingua Ignota, créée par la mystique chrétienne allemande Hildegarde de Bingen. Elle a choisi ce nom en raison de son intérêt pour la glossolalie et la transverbération, qui lui évoquent l’idée d’une « possession » ou encore de Dieu s’exprimant par l’entremise d’un corps. Elle affirme : « J’essaie de créer quelque chose qui dit ce qui est indicible ; c’est pourquoi j’utilise cette espèce d’amalgame de dispositifs musicaux pour créer mon propre langage sonore, lequel est censé être extatique et dissociatif ». La religion catholique influence grandement son œuvre, Hayter étant attirée par les thèmes de la dichotomie du bien et du mal, de l’iconographie catholique romaine et de la vengeance divine, et plus particulièrement de leur caractère immuable. « Ça représente assurément une façon de me percevoir et de percevoir les autres autour de moi à l’aide du filtre du péché ainsi que du bien et du mal, et ce, selon les principes du christianisme. C’est de considérer le sang de Jésus comme une chose qui serait capable d’absoudre tout péché. Au final, essayer d’absoudre ses péchés soi-même, c’est plutôt égoïste. Je me penche sur la façon dont les gens manipulent le concept d’absolution pour infliger encore plus de souffrance. » En 2017, Hayter commence à produire de la musique dans un contexte autre qu’académique et sort son premier album le jour de la Saint-Valentin, sous le pseudonyme de Lingua Ignota. L’entièreté du produit de la vente de l’album, intitulé Let the Evil of His Own Lips Cover Him, a été versé à l’organisation à but non lucratif National Network to End Domestic Violence (en). L’album regroupe des compositions originales utilisées dans sa thèse Burn Everything Trust No One Kill Yourself ainsi qu’une reprise de la chanson Bad Boys du groupe Inner Circle, célèbre pour son utilisation dans l’émission Cops. On compte environ 10 chansons jouées au cours de la performance de cette thèse qui pourraient faire l’objet d’un lancement ultérieur.
En juin 2017, Lingua Ignota lance indépendamment son deuxième album All Bitches Die sur la plateforme Bandcamp. L’album comprend quatre « ballades meurtrières » (murder ballads) inspirées du livre When Battered Women Kill d’Angela Browne, étude publiée en 1987 portant sur la violence et ses victimes,,. Hayter ne s’attendait pas à partir en tournée pour promouvoir l’album, convaincue qu’elle n’allait vendre que quelques exemplaires. Cependant, l’attention portée à All Bitches Die a fait son chemin jusqu’à Chris Bruni, propriétaire de la maison de disques indépendante canadienne de métal Profound Lore Records. Celle-ci a réédité All Bitches Die en y ajoutant des illustrations mises à jour et un titre bonus en 2018. Au sujet de la maison de disques, Hayter déclare : « Lingua Ignota n’est en aucun cas un projet neutre et on m’a demandé de l’adoucir de diverses façons depuis ses débuts. Toutefois, Profound Lore m’a encouragée à demeurer intransigeante et brutale; c’est ce qui m’a finalement convaincue de collaborer avec cette maison de disques. J’ai l’impression qu’ils croient vraiment en mon travail et qu’ils ne me demanderont pas de l’atténuer pour le rendre plus vendeur ou plus agréable. » En 2018, Lingua Ignota a joué en première partie pour le groupe de métal expérimental The Body lors de leur tournée nord-américaine, groupe auquel Hayter attribue son accueil sur la scène du métal expérimental. The Body était alors en tournée pour la promotion de l’album I Have Fought Against It, but I Can’t Any Longer., lequel comporte des passages chantés par Hayter.
Après All Bitches Die, Lingua Ignota a commencé à travailler sur un album complet de reprises réinterprétées dans son propre style musical, souvent avec des paroles modifiées. Cet album comprendrait notamment les chansons Kim d’Eminem et I Want to Know What Love Is de Foreigner. En 2019, un EP partagé avec The Rita est lancé, lequel comprend des reprises des chansons Jolene de Dolly Parton et The Girls from the Streets de Scott Walker. Le 19 juillet 2019, alors que le lancement de l’album de reprises n’est toujours pas annoncé, Lingua Ignota sort son troisième album studio, intitulé Caligula, chez Profound Lore. L’album porte sur l’une de ses relations abusives, plus particulièrement sur le fait de « dénoncer des abus, mais de se sentir incomprise, de constater que des gens que je considérais comme mes amis ne le sont plus et du sentiment dévastateur que j’ai ressenti à cet égard ».
Quelques années avant son annonce, Hayter a formé le supergroupe Sightless Pit avec Dylan Walker (Full of Hell) et Lee Buford (The Body). Un premier album issu du projet bruitiste, Grave of a Dog, est sorti le 21 février 2020 chez la maison de disques Thrill Jockey,,.
Hayter a sorti plusieurs singles, EP et démos tout au long de la pandémie de COVID-19, particulièrement pendant les confinements et généralement lors d’événements Bandcamp Friday. En mars 2020, elle a sorti un single de harsh noise intitulé Above Us Only Sky. La chanson est une réponse à la vidéo virale Imagine, laquelle met en vedette Gal Gadot ainsi que plusieurs autres célébrités et visait à égayer ses spectateurs au début de la pandémie, mais qui a été universellement descendue en flammes. Toujours en mars 2020, dans le cadre du Singles Program d’Adult Swim, elle lance le single O Ruthless Great Divine Director, qu’elle décrit comme une chanson qui « parle de l’hypocrite et du faux prophète tout en les incarnant ». Hayter a ensuite sorti trois singles en reprise : Jolene de Dolly Parton en mai 2020, Wicked Game de Chris Isaak en août 2020 et Kim d’Eminem en octobre 2020. En décembre 2020, Hayter lance des démos enregistrées maison de l’album Caligula. En février 2021, elle sort l’EP Agnus Dei, lequel comprend des reprises de chansons du groupe punk originaire de Seattle Iron Lung et des compositeurs classiques Georg Friederich Händel et Jean-Sébastien Bach.
En juin 2021, elle lance une nouvelle chanson intitulée Pennsylvania Furnace et annonce un nouvel album, Sinner Get Ready, qui est sorti le 6 août 2021 chez Sargent House. Cet album est considérablement influencé par son déménagement en Pennsylvanie rurale, où elle découvre un environnement austère empreint de décrépitude, de contrastes socioculturels et d’événements historiques sinistres,.
En novembre 2022, elle annonce qu'elle va mettre fin à Lingua Ignota, parce qu'elle considère qu'elle ne peut pas continuer à regarder dans le passé et que pour la première fois de sa vie, elle s'autorise à guérir de ses traumatismes. En avril 2023, elle donne une dernière prestation en tant que tel et fait ses adieux aux albums All Bitches Die, Caligula, and Sinner Get Ready.

### Reverend Kristin Michael Hayter (2023-...)
À la suite de la fin du projet Lingua Ignota, l'artiste annonce un nouveau projet sous le nom de Reverend Kristin Michael Hayter. Un premier album Saved! est annoncé pour le 20 octobre 2023, sur le label Perpetual Flames Ministries.

## Style musical et influences
Les deux albums lancés en 2017, Let the Evil of His Own Lips Cover Him et All Bitches Die, ont été étiquetés d’une vaste sélection de genres musicaux, notamment les suivants : baroque,, black metal,, bruitiste,,, classique,,, doom metal, électronique, expérimental, folk,, harsh noise wall, heavy metal, industriel,,, industriel death,, metal extrême,, néo-classicisme, opéra et spirituel. Ses albums Caligula et Sinner Get Ready présentent des aspects industriels et électroniques moins prononcés,,,. De son propre aveu, Hayter affirme qu’elle a de la difficulté à décrire son style musical, mais que la musique qu’elle crée actuellement se situe à mi-chemin entre la musique qu’elle créait pendant ses études académiques et de la musique faite « maison ».
Généralement, Hayter s’inspire des gens « qui ont traversé des moments très difficiles et qui tiennent bon, de ceux qui demeurent forts même s’ils ont du mal à se faire entendre ». Elle commence à s’intéresser à la musique rock vers l'âge de 10 ans, lorsqu’elle trouve une cassette de Nevermind, l’album de Nirvana lancé en 1991, que son cousin avait oublié chez elle. C’est ainsi qu’elle est devenue « obsédée » par Kurt Cobain. Elle dit : « Je suis tombée amoureuse de [Cobain] et je voulais être lui, je voulais faire de la musique comme lui, je voulais avoir une voix comme la sienne. » Cet intérêt pour Cobain l’a incitée à suivre des cours de chant à l’école primaire. À l’école secondaire, elle a commencé à apprécier des artistes obscurs, extrêmes et complexes, notamment le groupe de grindcore The Locust, le groupe de métal extrême Cattle Decapitation, le créateur du free jazz Ornette Coleman, le musicien bruitiste expérimental Aaron Dilloway (en) et le musicien d’avant-garde John Zorn. Trent Reznor et Nine Inch Nails font également partie de ses influences précoces; elle affirme avoir vu le clip de Closer quand elle avait environ 12 ans. Au sujet de leur deuxième album, elle dit : « The Downward Spiral fut une porte d’entrée vers la musique industrielle, puis vers la musique bruitiste et expérimentale. C’est facile de commencer à écouter Nine Inch Nails et de poursuivre avec Neubauten, puis Merzbow. » Elle est particulièrement influencée par certains chanteurs, dont le musicien allemand Blixa Bargeld (Einstürzende Neubauten, Nick Cave and the Bad Seeds), le chanteur allemand de new wave Klaus Nomi, la compositrice américaine Cathy Berberian, le chanteur hongrois de métal extrême Attila Csihar et la musicienne gréco-américaine d’avant-garde Diamanda Galás. Hayter a également étudié la polyphonie traditionnelle bulgare.
Hayter a survécu à la violence conjugale et s’inspire de ses expériences pour créer ce qu’elle décrit comme des « hymnes aux survivants ». Après avoir lu plusieurs livres sur la survie aux abus, elle remarque des thèmes et des conseils récurrents relatifs à la gentillesse, à l’amour de soi et à l’adoption de nouveaux passe-temps à titre de stratégies d’adaptation, ce qu’elle perçoit comme des « modèles patriarcaux imposés de féminité civilisée ». En revanche, sa musique cherche à explorer d’autres aspects de la survie aux abus, comme la rage et le désespoir. Elle adopte une approche lyrique émotionnelle et brutale quant à la violence (« He beat me till my teeth were scattered/Like pearls across the red, red ground [Il m’a battue jusqu’à ce que mes dents furent éparpillées, telles des perles sur le sol si rouge] »). Pour elle, le fait de raconter ses expériences de façon crue et agressive lui permet de rejoindre, d’une manière complètement originale, ceux qui ont vécu la même chose qu’elle. L’intérêt de Hayter pour les performances musicales extrêmes découle en partie de la relation qu’elle a eue avec son agresseur. Il s’agit de son ex-petit ami Alexis Marshall (en), chanteur du groupe Daughters; ses actes violents ont changé la relation qu’elle entretient avec ce genre musical,. Marshall lui interdisait de jouer de la musique; c’est pourquoi, dès son absence, Hayter s’est servie de Lingua Ignota pour réfléchir à ce qu’elle avait vécu,. Bien que sa musique promeut l’émancipation des femmes, Hayter a déclaré que son œuvre n’a, de façon intentionnelle, rien en commun avec le féminisme ou la théorie féministe. Elle revendique plutôt ce qu’elle décrit comme un genre « phallocentrique » au profit d’autres survivants d’abus. Elle déclare : « Je ne trouve pas (et vous m’excuserez mon langage) que la plupart des représentations explicites selon lesquelles certains “renverraient cette stupide salope en enfer au son de ses cris agonisants, tout en martelant sa chatte remplie d’asticots d’une érection lancinante” choquante envers ma sensibilité féminine. La majorité de ces représentations ne sont même pas assez bien exécutées pour qu’elles soient prises au sérieux. Je trouve simplement qu’elles occupent un espace étrange, où elles sont à la fois très chargées et totalement impertinentes, surtout lorsqu’on sait très bien qu’aucun de ces mecs ne sodomise réellement des cadavres féminins dans leurs temps libres. C’est pourquoi j’ai cru bon d’inverser complètement ce paradigme et d’essayer de le rendre éloquent, de recontextualiser ces images extrêmes pour les survivants à la violence, personnes qui ont vécu des événements extrêmement négatifs et qui ont peut-être été confrontées à l’idée de devoir commettre un homicide en légitime défense afin de survivre à une attaque. » Hayter est connue pour ses performances en direct énergiques et expressionnistes. Une scène typique comprend un clavier arborant un autocollant « believe survivors (croyez les survivants) » ainsi qu’une projection vidéo d’images bibliques, à la fois violentes et jolies. Hayter chante d’une voix dont le caractère « est tantôt vitriolique, tantôt agressif, ou encore d’une tristesse déchirante ». Elle perd le contrôle de son corps sur scène; elle se cogne alors à plusieurs reprises, s’inflige des ecchymoses et brise plusieurs objets, notamment des lampes dont elle se sert souvent lors de ses spectacles. Elle décrit ses performances en direct comme une sorte d’« exorcisme, », car celles-ci se servent de Hayter comme un « véhicule de communication », tout comme le fait la langue « Lingua Ignota » d’Hildegarde de Bingen, qui a été donnée à cette dernière par Dieu et pour qui Hayter s’intéresse. Elle dit : « J’essaie vraiment de me mettre dans une situation où [la performance] semble être hors de mon contrôle, et où quelque chose d’autre me traverse, que ce soit mon agresseur, Dieu, ou quelque chose doté d’une voix que je ne possède pas moi-même. » Le fait de jouer continuellement de la musique ayant pour thèmes la violence et les abus peut être éprouvant sur le plan émotionnel, mais Hayter dit qu’elle est motivée par d’autres survivants, qui lui disent à quel point sa musique résonne profondément en eux,. Elle exprime toutefois une certaine ambivalence quant à ses performances : elle est fière d'avoir sa place dans un espace musical ayant tendance à être occupé par des musiciens aux opinions extrêmes et d'y présenter un point de vue complètement opposé et différent, mais elle éprouve également un malaise à exécuter des performances émotionnellement dérangeantes. Elle craint notamment que « d’autres survivants d’abus soient choqués par son œuvre et que des hommes étiquettent celle-ci comme de la foutaise féministe »,.

## Vie personnelle
Hayter a survécu à des actes de violence conjugale et décrit plusieurs de ses relations comme étant abusives « physiquement, émotionnellement, sexuellement ou psychologiquement ». En 2019, elle déclare que la pire de ces relations a eu lieu avec un « éminent musicien bruitiste de la communauté de Providence ». En décembre 2021, elle accuse son ex-petit ami et chanteur du groupe Daughters Alexis Marshall d’avoir abusé d’elle, et publie un document détaillant l’ampleur de ses gestes violents à son égard. Elle est notamment contrainte à subir une chirurgie à la colonne vertébrale, partiellement financée par ses fans, à la suite d'une blessure infligée par Marshall,,. Bien que ces situations abusives aient été traumatisantes, elle affirme que ce qui s’est produit par la suite était encore pire, en précisant qu’« il a été arrêté parce qu’il m’a agressée, et certains de mes souvenirs les plus traumatisants sont ceux où j’ai été replongée dans le rôle de la victime, et ce, par la police, mon école et le tribunal. Le système est d’une inefficacité inouïe pour les victimes de violence sexuelle et domestique. Et encore, je reconnais que si je n’étais pas une femme blanche cis, les choses auraient été 10 fois pires ».

## Discographie

### EP
- Commissioned (split EP en collaboration avec The Rita) (2019, Total Black)
- Agnus Dei (2021, Sargent House)[20]
- The Heart of Man (2021)
- Epistolary Grieving for Jimmy Swaggart (2021)

### Chansons
- Above Us Only Sky (2020)[14]
- O Ruthless Great Divine Director (2020)[15]
- Jolene (Dolly Parton) (2020)[16]
- Wicked Game (Chris Isaak) (2020)[17]
- Kim (Eminem) (2020)[18]
- Katie Cruel (chanson folk traditionnelle) (2022)[32]

### En tant qu’invitée
| Année | Artiste         | Album                                             | Chanson(s)                                                       |
| ----- | --------------- | ------------------------------------------------- | ---------------------------------------------------------------- |
| 2018  | The Body        | I Have Fought Against It, but I Can’t Any Longer. | Can Carry No Weight, Nothing Stirs, An Urn, Sickly Heart of Sand |
| 2019  | Full of Hell    | Weeping Choir                                     | Armory of Obsidian Glass                                         |
| 2019  | The Body        | Remixed                                           | Hallow Hollow (remixé par Lingua Ignota)                         |
| 2019  | Street Sects    | The Needle Drop                                   | Fourteen Frames                                                  |
| 2021  | Alexis Marshall | House of Lull. House of When                      |                                                                  |